# Pospelichinskij rajon
Il Pospelichinskij rajon (in russo Поспелихинский район?) è un rajon del kraj dell'Altaj, nella Russia asiatica.